# Ronan Caouissin
Pour les articles homonymes, voir Caouissin et Caerléon.
Ronan Caouissin, alias Ronan Caerléon, né le 22 juillet 1914 à Pleyber-Christ et mort le 12 mars 1986 à Brest, est un écrivain nationaliste breton.

## Biographie
Il est écrivain et éditeur, père de cinq enfants. Il fait partie de la troupe théâtre du Bleun-Brug « goude gousperoù e brezhoneg ». Il est proche de l'abbé Perrot, fondateur du Bleun-Brug, association catholique bretonne. Dans sa ville natale, il imprime en tant que gérant («Éditions Ronan») le bulletin de l'union des œuvres bretonnes.
En mai 1938, il est condamné à deux mois de prison pour dégradation de monuments rennais. 
En 1939, il épouse Jorda Renault, une jeune infirmière rencontrée au pardon de Koat Kéo. Il s'occupe des éditions et du journal Ololê pour la jeunesse, avec son frère Herry Caouissin. À la Libération, installé en région parisienne, dans le département de la Seine, il effectue différents métiers. Il se lance avec son frère dans la création d'une société de cinéma breton : Brittia Films (1952). Il crée au Drennec, un « atelier celtique » où il pratique la céramique, aux thèmes bretons et celtiques. Écrivain, ses ouvrages polémiques — le qualificatif « engagé » serait plus approprié — sur « la cause bretonne » seront l'objet de nombreuses polémiques. Il meurt le 12 mars 1986.

## Publications
- Bretons d'aujourd'hui, 1938.
- Gwenn ha du, éd Ronan, Pleyber-Christ, 1938.
- Les chevaliers de la Table Ronde, éd. Brittia, 1945.
- Complots pour une République bretonne, Les dossiers secrets de l'autonomisme breton, La Table Ronde, 1967. (Les dossiers secrets de l'autonomisme breton. L'historique des mouvements fédéralistes, autonomistes ou séparatistes pendant la guerre de 1870 mais surtout dans les années 1920-1945.). "Malgré quelques qualités, l'ouvrage de C. (est) beaucoup plus anecdotique qu'historique et les erreurs de fait et de jugement n'y manquent pas, en dépit d'une sympathie évidente." (Goulven Pennaod, compagnon politique de R. Caouissin).
- La Révolution bretonne permanente, éd. La Table Ronde, 1969. « Si l'homme ne se révoltait pas, il reviendrait vite à l'état animal ».
- Au village des condamnés à mort, éd. Brittia, 1970. (l'affaire André Geffroy) Le parcours " exemplaire " d'André Geffroy, alias le Grand Geff.
- Breizh : visions d'histoire. Melezour Breizh - Fontenay-aux-Roses. (avec V. Ler). 1970
- Les Bretons le dos au mur : le F.L.B. devant la Cour de sûreté de l'État, La Table Ronde, 1973, éd.  Brittia, 2000.  (ISBN 2845600062).
- Le rêve fou des soldats de Breiz Atao, éd. Nature et Bretagne, 1974.
- Anne de Bretagne en bandes dessinées, Ti Labour Keltiek, Plabennec, 1977 (avec Jorda Caouissin, son épouse)
- Landouzan au cœur des siècles bretons. Le Drennec, éd. des Mignoed - 1979 (avec Jorda Caouissin).